# سامي العلي
سامي العلي (ولد: تاريخ 9 مارس 1952 -)؛ شاعر غنائي كويتي، كتب لكبار الفنانيين الكويتيين والخليجيين.

## السيرة الذاتية
ولد في حي القبلة، في تاريخ 9 مارس 1952 ، حاصل على دبلوم معهد المعلمين وتدرج في المجال التربوي حتى وصل إلى وكيل مدرسه ثم تقاعد وبدأ يعمل في المجال الاعلامي.

## تعاوناته الفنية

### مععبد الله الرويشد
- لي حسيت - ألحان: راشد الخضر
- أي معزه - ألحان: سليمان الملا
- بأي حال من الأحوال - ألحان: محمد الرويشد
- انا الي استاهل - ألحان: عبد الرب ادريس
- اهي الأيام - ألحان: عبد الله الرويشد
- الجمرة - ألحان: عبد الله الرويشد
- رجعتيله - ألحان: عبد الله الرويشد
- للعاشقين عيون - ألحان: عبد الله الرويشد
- ميت إحساس - ألحان: سليمان الملا
- اذكرني بخير - ألحان: سليمان الملا
- فكر مرتين - ألحان: سليمان الملا

### معنوال الكويتية
- جت بالخطا

### معنبيل شعيل
- بسافر
- حنا المثل الأعلى
- أمّنت عمري
- بقدرة قادر
- بعض الناس

### مععبد الكريم عبد القادر
- روحي تبيك

### معمحمد البلوشي
- اليوم يومك يابطل (أغنية وطنية رياضية)

### معسليمان الملا
- من وقت لي وقت

### مععصام كمال
- جبرني الوقت
- صعب انتفاهم

### معفرقة ميامي
- الموج الأزرق (أغنية وطنية رياضية)

## الحياة الأسرية
متزوج من فاطمة البنّاي، ولديه سبعة أولاد، هم: خالد، علي، مشعل، المذيع حمد، بدر، مراحب ودلال.